# Boo Sjögren
Boo Sjögren, född 1941 i Jönköping, är en tidigare generaldirektör.
Boo Sjögren tog vid Lunds universitet en Teol. lic. och fil. mag.. Han har varit lektor och studierektor i Nässjö 1968–1977, biträdande skoldirektör i Göteborg 1977–1989. 
Han var departementsråd vid Utbildningsdepartementet 1989–1995, direktör för Svenska EU Programkontoret 1995–1998, generaldirektör för Internationella programkontoret för utbildningsområdet 1998–2005.
Sjögren har skrivit läroböcker i pedagogik och utbildningsadministration.
Han är gift med Märit Sjögren, teol.kand. och fil.kand. F d rektor.  